# Западна Немачка
Западна Немачка је неформално, али најчешће коришћено име за Савезну Републику Немачку (СРН) од 1949. до 1990, када СР Немачкој није припадала Источна Немачка. Од немачког уједињења 1990, Савезна Република Немачка се једноставно назива Немачка.

## Политичка перспектива
Политички, термин Западна Немачка је коришћен тек од 1945. године, односно за подручје три западне зоне искључујући Западни Берлин, односно америчке, британске и француске окупационе зоне (без Сарланда). Од 1948. ово подручје се називало и Тризона. Годину дана касније, Савезна Република Немачка је основана од 1949. до 1990. године.
Након Другог светског рата, Немачка је подељена на Савезну Републику Немачку (запад) и Демократску Републику Немачку (исток). Првобитно су обе владе тврдиле да оне представљају целокупан немачки народ. Међутим, Западна Немачка је тврдила да је она једина немачка влада са демократским легитимитетом. Савезна Република Немачка је настала након пораза Немачког рајха у Другом светском рату под каснијом влашћу Савезничких окупационих сила у послератној немачкој. На подстицај западних савезника, територија западних зона подељена је у (Тризоне) држава је реорганизована када је на снагу ступио основни закон који је израдио парламентарни савет немачке 24. маја 1949. године. Основни закон као устав заснован је на савезним традицијама и постављен на слободно демократској основни, поредак као основа демократске, социјалне и уставне републике. Економско чудо које је почело када су превазиђене последице рата, донело је пуну запосленост и повећање прихода за широке слојеве становништва, док је нацистичка прошлост у почетку била у великој мери потиснута. Од 1960-их година уследили су процеси либерализације и вестернизације, који су се манифестовали у покрету из 1968. године. Од 1970-их па надаље, економска ситуација се погоршавала са сталном основном незапосленошћу. Нови друштвени покрет појавио се, за еколошка, антинуклеарна и женска питања 1980-их.
Савезна Република Немачка је проглашена 23. маја 1949. са Боном, као њеним главним градом. Састојала се од Британске, Америчке и Француске окупационе зоне. Западна Немачка је прогласила потпуну сувереност над својом територијом 5. маја 1955, када су окупационе трупе отишле, баш као што је то био случај и у Источној Немачкој са Црвеном армијом.
Западна Немачка је приступила НАТО-у 9. маја 1955, у зениту Хладног рата. С друге стране Источна Немачка је поред ње с пркосом бивствовала као чланица Варшавског пакта. Бивши главни град, Берлин, је такође био подељен на Источни Берлин и Западни Берлин, али је Западни Берлин био саставни део Западне Немачке.
После пада Берлинског зида, 9. новембра 1989, уједињење две Немачке је брзо аранжирано: формално, Савезна Република Немачка је себи припојила Источну Немачку, и данас се једноставно зове Немачка. То се десило 3. октобра 1990, а четири окупационе силе су се повукле 15. марта 1991. године.
Првобитно напете односе између Западне Немачке и ДДР-а током Хладног рата ублажила је нова Остполитика, која је окончана након мирне револуције 1989. успостављањем немачког јединства 3. октобра 1990. године.

## Уједињење Немачке
Након што је Михаил Горбачов постао генерални секретар КПСС, односи између суперсила постали су опуштенији. Његови реформски програми перестројка (реструктурирање) и гласност (транспарентност) из 1985. године, били су главни подстицај за каснији преокрет и мирну револуцију у ДДР-у. Позивао је држављане ДДР-а да ускладе политички курс са курсом Совјетског Савеза, који је већ играо пионирску улогу као „матица” комунизма. Горбачов је такође јасно ставио до знања да СССР више неће интервенисати у другим државама, као што је то учинио 1953. године. Ерих Хонекер је одбио да води овај политички курс.

## Административна подела
Западна Немачка се састоји од Северне Рајне-Вестфалије, Хесена, Рајне-Палатината и Сарланда. Хесен се понекад такође рачуна као део Централне Немачке. Прецизне границе, било природне или политичко-историјске, ретко се мењају. На основу јединства западно средње немачких дијалеката, већином је подручје Рајне (од области Рур до Ајфела) названо „Западна Немачка“, посебно пре Хладног рата, првенствено с обзиром на рајнско−вестфалску индустријску област. У саставу Западне Немачке биле су такође Слободна Држава Баварска и Баден-Виртемберг.